# Synagoga Rashi
Synagoga Rashi je synagoga v 9. obvodu v Paříži v ulici Rue Ambroise-Thomas č. 6. Synagoga nese jméno středověkého židovského učence Rašiho.
Synagoga sefardského ritu byla založena židy z východní Evropy. Je součástí společenství Kehilas Hacharedim (Unie ultraortodoxních židů), které není připojeno k centrální konzistoři.